# Grand Isle (Luizjana)
Grand Isle – miasto w Stanach Zjednoczonych, w stanie Luizjana, w parafii Jefferson, położone na wyspie barierowej Grand Isle, oddzielającej Zatokę Meksykańską od zatoki Barataria.